# Adamovo
Adamovo je razloženo naselje v Velikolaščanski pokrajini, občina Velike Lašče. Leži pod Adamovskim hribom, na vzhodnem robu Mišje doline, ob potoku Velikem grabnu, zahodno od Velikih Lašč. Dostopna je po cesti iz zaselka Griča, ki spada h Kaplanovemu. Kraj sestavlja ena sama ulica, katere ime je enako kraju, torej Adamovo. Adamovski potok, ki teče skozi vasico, dobiva vodo iz izvirov Pri bajti in V Plazni. Na severu sta Svetinov in Firmanov hrib, na jugu pa je Pezovski hrib. Pod njim je zaselek Škulji.